# Kawakami Sōroku

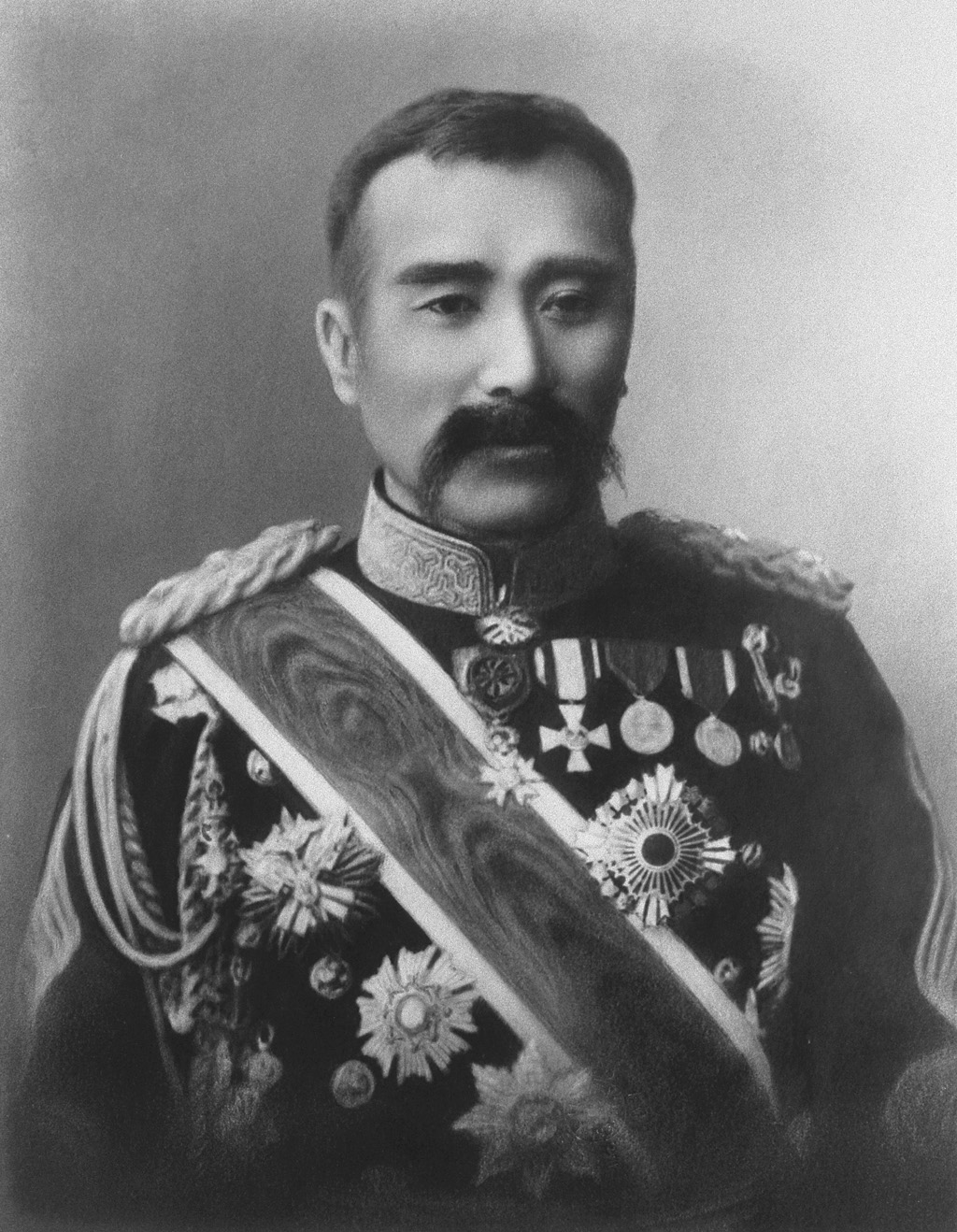
Kawakami Sōroku

Shishaku Kawakami Sōroku (japanisch: 川上操六; * 6. Dezember 1848 in Yoshino-mura, Kreis Kagoshima (heute Stadt Kagoshima), Provinz Satsuma; † 11. Mai 1899 in Tokio) war ein General der Kaiserlich Japanischen Armee, der unter anderem Vize-Chef des Generalstabes der Kaiserlich Japanischen Armee sowie von 1898 bis zu seinem Tode 1899 Chef des Generalstabes der Kaiserlich Japanischen Armee war. Er gehörte neben Katsura Tarō und Kodama Gentarō zu den bedeutendsten Generalen seiner Zeit.

## Leben
Kawakami Sōroku stammte aus einer Samurai-Familie dem Han Satsuma und nahm während des Boshin-Krieges an der Schlacht von Toba-Fushimi (27. bis 31. Januar 1868). In der Meiji-Zeit trat er 1871 formell in die Kaiserlich Japanischen Armee ein und diente als Leutnant in einem Garde-Bataillon sowie als Major im Generalstab. 1877 nahm er als Offizier des 13. Infanterieregiments an der Niederschlagung der Satsuma-Rebellion an der Burg Kumamoto teil und wurde im Dezember 1878 zum Oberstleutnant befördert sowie Kommandeur des 13. Infanterieregiments. Im Mai 1880 wurde er als Kommandeur zum 8. Infanterieregiment versetzt und im Februar 1882 als Oberst Kommandeur des 1. Infanterieregiments.
1884 begleitete Kawakami Sōroku General Ōyama Iwao bei dessen neuerlichen Europareise, um dort die Militärsysteme westlicher Länder zu studieren. Nach seiner Rückkehr wurde er 1885 zum Generalmajor befördert und war zuerst Vize-Chef des Büros des Generalstabes sowie im Anschluss 1886 Kommandeur der 2. Brigade. 1887 kehrte er abermals nach Europa zurück, wo er im Deutschen Kaiserreich an der Preußischen Kriegsakademie ein Studium der Militärwissenschaften absolvierte. Nach seiner Rückkehr wurde er im März 1889 als Nachfolger von Ozawa Takeo Vize-Chef des Generalstabes der Kaiserlich Japanischen Armee sowie 1890 zum Generalleutnant befördert. Im Oktober 1893 wurde er Vize-Chef des Büros des Obersten Kaiserlichen Hauptquartiers (Daihon’ei) und war als solcher maßgeblich an der Vorbereitung des Ersten Japanisch-Chinesischen Krieges (1. August 1894 bis 17. April 1895) beteiligt. Seine Nachfolger als Vize-Chef des Generalstabes der Kaiserlich Japanischen Armee wurde Osako Hisatoshi. Im März 1895 wurde er abermals Vize-Chef des Generalstabes. Zugleich wurde er 1895 als Vizegraf (Shishaku) in den Adelsstand (Kazoku) erhoben. Am 20. Januar 1898 wurde er als Nachfolger von Komatsu Akihito Chef des Generalstabes der Kaiserlich Japanischen Armee und auch General. Er führte Reformen des militärischen Systems der Armee sowie zur Einführung einer modernen Strategie ein. Das Amt des Generalstabschefs hatte er bis zu seinem Tode am 11. Mai 1899 inne und wurde daraufhin von General Ōyama Iwao abgelöst.